# Parafia Świętej Trójcy w Łęgu Tarnowskim
Parafia Świętej Trójcy w Łęgu Tarnowskim – parafia rzymskokatolicka, znajdująca się w diecezji tarnowskiej, w dekanacie Żabno.

## Historia
Parafia została erygowana w XIV wieku.

## Proboszczowie
- ks. Dionizy Klimaszewski[2]
- ks. Roman Wójcik (1973–2001)[3]
- ks. dr Andrzej Bakalarz[2]
- ks. Wiesław Orwat (2023– )[4][5]